# 한국유가공협회
한국유가공협회는 낙농업과 유가공업의 병진적 발전도모, 유제품 소비확대로 생산농가 및 소비자 보호에  기여함을 목적으로 1978년 7월 28일 설립된 사단법인이다.

## 주요 사업
- 낙농 및 유가공산업의 기술향상, 유제품의 품질개선 및 경영합리화를 위한 지도 계몽사업
- 원유 및 유제품의 수요개발과 소비자확대를 위한 홍보 및 광고
- 유업체간의 원유수급관계업무
- 유가공산업과 관련되는 조사연구와 간행물 발간
- 유제품 및 우유의 수출입업 및 알선
- 국내외 유관기관과의 협력 및 정보교환
- 정부위임업무 시행